# 전라좌수영
전라좌수영(全羅左水營)은 전라도 순천부(順天府, 현재 여수)에 있던 조선시대의 전라도 동부 지역의 수군(水軍, 해군) 군영(軍營)이다. 지휘관은 정3품 전라좌도수군절도사(全羅左道水軍節度使).

## 연혁
- 1478년(성종 10년), 순천(順天)에 전라좌수영 설치
- 1593년(선조 26년), 전라좌수사(全羅左水使)가 삼도수군통제사를 겸직[1]
- 1895년(고종 32년) 7월 15일, 폐지[2]

## 전라좌수영 건물
전라좌수영에는 대표적으로 다음과 같은 같은 건물이 있었다.
- 운주당(運籌堂) : 전라좌수사 대표 업무 공간
- 결승당(決勝堂) : 전라좌수사 업무 공간
- 내아(內衙) : 수군절도사 가족의 생활 공간
- 진남관(鎭南館) : 각종 의례를 행하거나 황주를 방문한 관원의 숙박 용도로 사용되던 객사(客舍) 건물 (대한민국 국보 제304호)

### 전라좌수영 인근 관아 건물
- 공북당(拱北堂) : 순천 지역의 행정, 사법, 치안을 담당하는 순천도호부(順天都護府)의 동헌
- 순천객사(順天客舍) : 순천도호부 객사 (순천 동헌 북북동쪽에 위치)

## 같이 보기
- 감영
- 선화당
- 포정문